# Allāhābād-e Reẕvān
Allāhābād-e Reẕvān (persiska: اللّه‌آباد رضوان) är en ort i Iran.   Den ligger i provinsen Kerman, i den sydöstra delen av landet, 1 000 km sydost om huvudstaden Teheran. Allāhābād-e Reẕvān ligger 618 meter över havet och antalet invånare är 379.
Terrängen runt Allāhābād-e Reẕvān är lite kuperad.Runt Allāhābād-e Reẕvān är det glesbefolkat, med 17 invånare per kvadratkilometer. Närmaste större samhälle är Posht Lor, 9,7 km norr om Allāhābād-e Reẕvān. Omgivningarna runt Allāhābād-e Reẕvān är i huvudsak ett öppet busklandskap.